# Yateras
Yateras (spanska: Municipio de Yateras) är en kommun i Kuba.   Den ligger i provinsen Provincia de Guantánamo, i den östra delen av landet, 800 km öster om huvudstaden Havanna.